# 氷見市立西部中学校
氷見市立西部中学校（ひみしりつ せいぶちゅうがっこう）は、富山県氷見市にあった市立中学校。

## 沿革
個別に出典が提示されていない箇所の出典→
- 1947年4月 - 熊無村、速川村、久目村、上庄村の4ヶ村組合立上庄谷中学校創設。開校当初は上庄、池田、赤毛の各小学校の校舎を借りて分教場を設けていた。
- 1948年12月 - 本校に8教室増築起工。
- 1949年7月 - 校舎が竣工し、久目分校が本校に統合。
- 1953年
  - 4月 - 上庄地区が上庄中学校として分立。
  - 11月19日 - 本校に6教室、体育館を増築し、落成式を挙行。
- 1954年4月27日 - 西部中学校と改称。
- 1979年9月 - 新校舎の起工式。
- 1980年
  - 3月22日 - 鉄筋コンクリート3階建ての新校舎の落成式を挙行。
  - 12月- 冬季用寄宿舎が竣工。
- 1989年3月 - 体育館が竣工。
- 1992年3月 - 特別教室校舎棟竣工。
- 2020年3月 - 閉校(氷見市立明和小学校、氷見市立速川小学校、氷見市立久目小学校と統合し氷見市立西の杜学園へ)。同年3月13日に閉校式を挙行[3]。

## 通学区域
氷見市立明和小学校、氷見市立速川小学校、氷見市立久目小学校の通学区域

## 周辺
- 富山県道64号高岡氷見線

## 著名な出身者
- 西山清 (ハンドボール選手)※ロサンゼルス五輪・ソウル五輪日本代表選手